# Distrito de Yelizovsky
El distrito de Yelizovsky ( en ruso: Ели́зовский райо́н) es un distrito ( raión ) administrativo y municipal   del krai de Kamchatka, Rusia, uno de los once krais. Está ubicado en el sur del krai. El área del distrito es de 40 996,4 kilómetros cuadrados (15 828,7 mi²) .  Su centro administrativo es la ciudad de Yelizovo (que no forma parte administrativa del distrito).  Según el censo de 2010, la población total del distrito era 24.566.

## Situación administrativa y municipal
En la organización territorial de Rusia, el distrito de Yelizovsky es uno de los once del krai. La ciudad de Yelizovo es su centro administrativo.
Como división municipal, el distrito se incorpora como Distrito Municipal de Yelizovsky, y la ciudad de Yelizovo se incorpora a ella como Asentamiento urbano de Yelizovskoye.

## Subdivisiones
| División         | Tipo                | Centro administrativo | Población 2018 |
| ---------------- | ------------------- | --------------------- | -------------- |
| Vulkanny         | Asentamiento urbano | Vulkanny              | 1508           |
| Yelizovo         | Asentamiento urbano | Yelizovo              | 39,216         |
| Koryaki          | Asentamiento rural  | Koryaki               | 3656           |
| Nachikinskoe     | Asentamiento rural  | Sokoch                | 1265           |
| Nikolayevka      | Asentamiento rural  | Nikolayevka ru        | 2769           |
| Novoavachinskoye | Asentamiento rural  | Novy ru               | 3877           |
| Novolesnovskoe   | Asentamiento rural  | Lesnoy ru             | 1653           |
| Paratunka        | Asentamiento rural  | Paratunka ru          | 3606           |
| Pionersky        | Asentamiento rural  | Pionersky ru          | 3879           |
| Razdolny         | Asentamiento rural  | Razdolny ru           | 2774           |